# Longueville-sur-Aube
Pour les articles homonymes, voir Longueville.
Longueville-sur-Aube est une commune française, située dans le département de l'Aube en région Grand Est.

## Géographie
| - OpenStreetMap Limite communale. |

|                   | Boulages             | Plancy-l'Abbaye  |
| Étrelles-sur-Aube | Longueville-sur-Aube |                  |
| Saint-Oulph       | Méry-sur-Seine       | Charny-le-Bachot |

### Topographie
La plus ancienne mention est Raaldis de Longa Villa, au troisième quart du XIIe siècle ; serve qui fut donnée avec tous ses biens par Hugues sire de Plancy au Prieuré de l'abbaye-sous-Plancy. La forme Longeville est aussi citée et dérive du latin Longa Villa et celle de Longueville-le-Mesnil pendant la Révolution française.
Le décret du quatre février 1919 autorise l'ajout de -sur-Aube.

### Hydrographie
La commune est dans la région hydrographique « la Seine de sa source au confluent de l'Oise (exclu) » au sein du bassin Seine-Normandie. Elle est drainée par l'Aube, un bras de l'Aube, un bras du Livon, le Fossé 01 du Buisson du Seigneur, la Noue Froide, la noue du Livon et le ruisseau de Sodoyere,.
L'Aube, d'une longueur de 249 km, prend sa source dans la commune d'Auberive et se jette  dans la Seine à Marcilly-sur-Seine, après avoir traversé 82 communes.

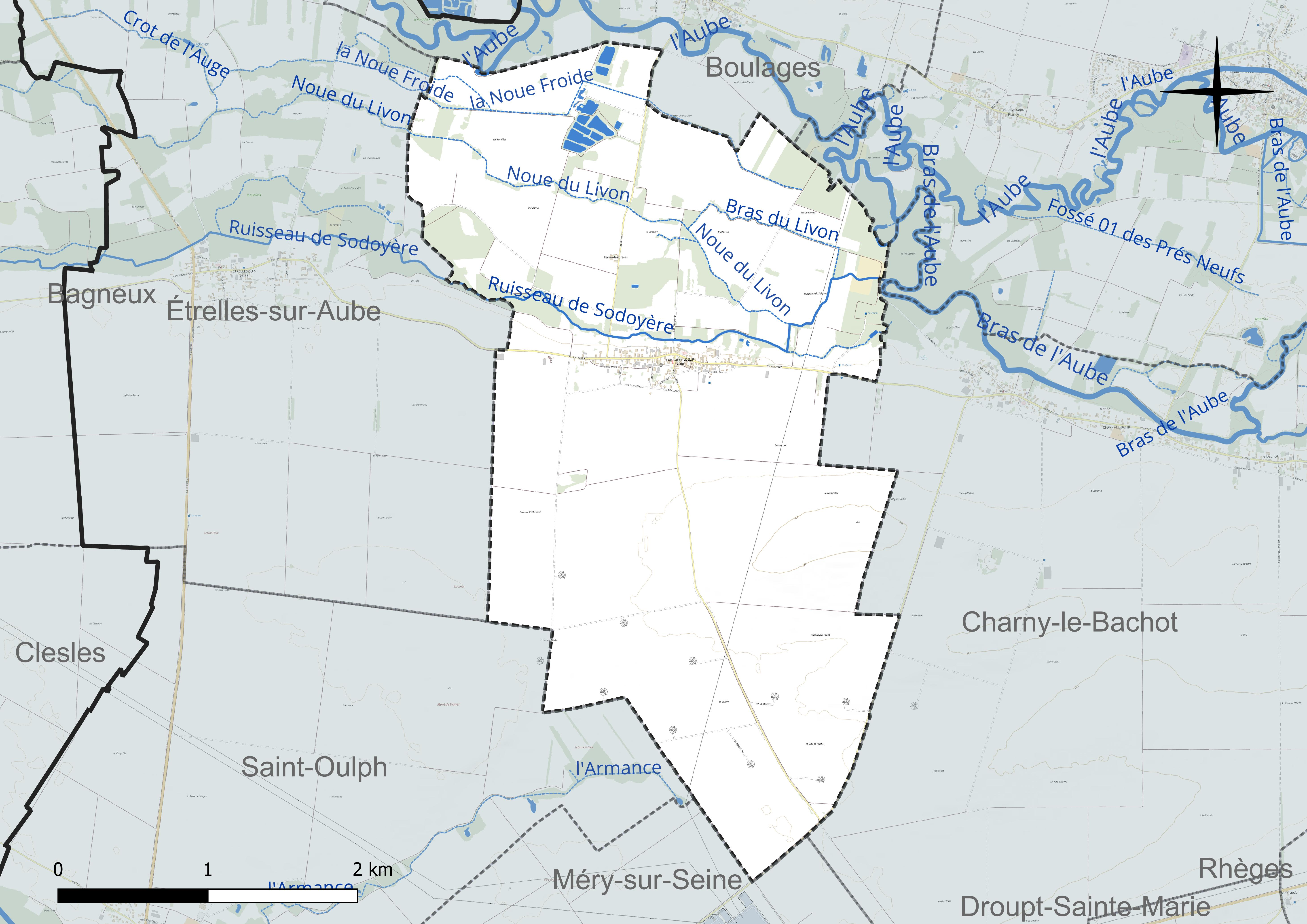
Réseau hydrographique de Longueville-sur-Aube.

### Climat
Pour des articles plus généraux, voir Climat du Grand Est et Climat de l'Aube.
En 2010, le climat de la commune est de type climat océanique dégradé des plaines du Centre et du Nord, selon une étude du Centre national de la recherche scientifique s'appuyant sur une série de données couvrant la période 1971-2000. En 2020, Météo-France publie une typologie des climats de la France métropolitaine dans laquelle la commune est exposée à un climat océanique altéré et est dans la région climatique Nord-est du bassin Parisien, caractérisée par un ensoleillement médiocre, une pluviométrie moyenne régulièrement répartie au cours de l’année et un hiver froid (3 °C).
Pour la période 1971-2000, la température annuelle moyenne est de 10,6 °C, avec une amplitude thermique annuelle de 15,9 °C. Le cumul annuel moyen de précipitations est de 690 mm, avec 11,1 jours de précipitations en janvier et 7,5 jours en juillet. Pour la période 1991-2020, la température moyenne annuelle observée sur la station météorologique de Météo-France la plus proche, « Romilly », sur la commune de Romilly-sur-Seine à 14 km à vol d'oiseau, est de 11,2 °C et le cumul annuel moyen de précipitations est de 619,5 mm. 
La température maximale relevée sur cette station est de 42,3 °C, atteinte le 25 juillet 2019 ; la température minimale est de −25,2 °C, atteinte le 6 janvier 1971,,.
Les paramètres climatiques de la commune ont été estimés pour le milieu du siècle (2041-2070) selon différents scénarios d'émission de gaz à effet de serre à partir des nouvelles projections climatiques de référence DRIAS-2020. Ils sont consultables sur un site dédié publié par Météo-France en novembre 2022.

## Urbanisme

### Typologie
Au 1er janvier 2024, Longueville-sur-Aube est catégorisée commune rurale à habitat dispersé, selon la nouvelle grille communale de densité à 7 niveaux définie par l'Insee en 2022.
Elle est située hors unité urbaine. Par ailleurs la commune fait partie de l'aire d'attraction de Troyes, dont elle est une commune de la couronne,. Cette aire, qui regroupe 209 communes, est catégorisée dans les aires de 200 000 à moins de 700 000 habitants,.

### Occupation des sols
L'occupation des sols de la commune, telle qu'elle ressort de la base de données européenne d’occupation biophysique des sols Corine Land Cover (CLC), est marquée par l'importance des territoires agricoles (89,5 % en 2018), une proportion sensiblement équivalente à celle de 1990 (89,6 %). La répartition détaillée en 2018 est la suivante : 
terres arables (64,3 %), zones agricoles hétérogènes (21,4 %), forêts (8 %), prairies (3,8 %), zones urbanisées (2,5 %). L'évolution de l’occupation des sols de la commune et de ses infrastructures peut être observée sur les différentes représentations cartographiques du territoire : la carte de Cassini (XVIIIe siècle), la carte d'état-major (1820-1866) et les cartes ou photos aériennes de l'IGN pour la période actuelle (1950 à aujourd'hui).

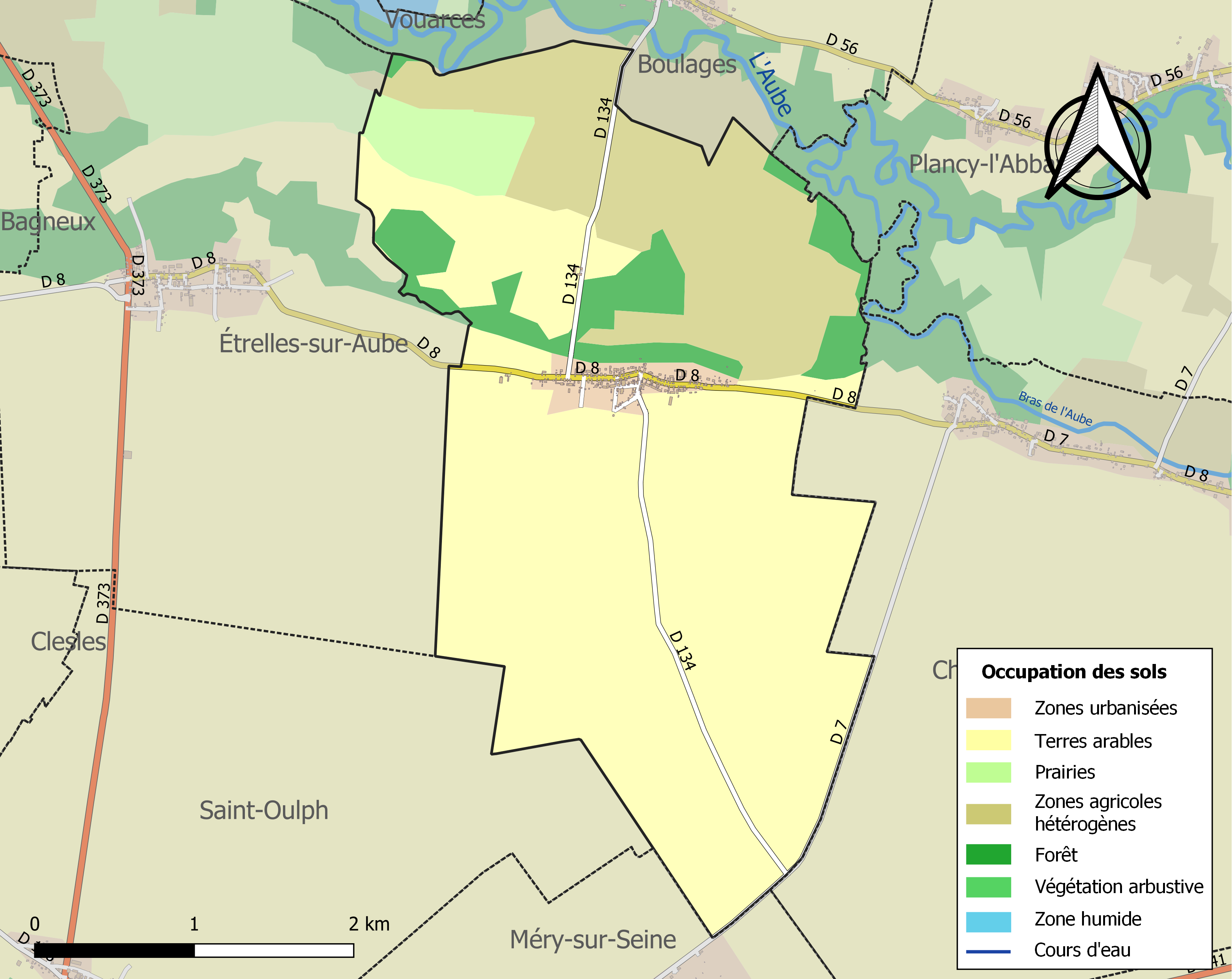
Carte des infrastructures et de l'occupation des sols de la commune en 2018 (CLC).

## Histoire
Des fouilles du XIXe siècle mirent au jour une présence romaine, tant à côté du calvaire que dans la gravière où fut trouvé un trésor monétaire de pièces de 250 pièces d'argent de Septime Sévère à Volusien.
Le village avait un château seigneurial et dépendait de la baronnie de Plancy.
En 1789, le village dépendait de l'intendance et de la généralité de Châlons-sur-Marne, de l'élection de Troyes et du bailliage de Sézanne.

## Politique et administration
| Période                                  | Période  | Identité                 | Étiquette | Qualité                    |
| ---------------------------------------- | -------- | ------------------------ | --------- | -------------------------- |
| mars 2008                                | mai 2020 | M. Jean-François Boulard | RN        | Retraité Fonction publique |
| mai 2020                                 | En cours | Mme Catherine Doyen      |           |                            |
| Les données manquantes sont à compléter. |          |                          |           |                            |

## Démographie
L'évolution du nombre d'habitants est connue à travers les recensements de la population effectués dans la commune depuis 1793. Pour les communes de moins de 10 000 habitants, une enquête de recensement portant sur toute la population est réalisée tous les cinq ans, les populations de référence des années intermédiaires étant quant à elles estimées par interpolation ou extrapolation. Pour la commune, le premier recensement exhaustif entrant dans le cadre du nouveau dispositif a été réalisé en 2005.

En 2022, la commune comptait 133 habitants, en évolution de +7,26 % par rapport à 2016 (Aube : +0,7 %, France hors Mayotte : +2,11 %).
| 1793 | 1800 | 1806 | 1821 | 1831 | 1836 | 1841 | 1846 | 1851 |
| ---- | ---- | ---- | ---- | ---- | ---- | ---- | ---- | ---- |
| 204  | 245  | 282  | 293  | 302  | 310  | 327  | 336  | 331  |

| 1856 | 1861 | 1866 | 1872 | 1876 | 1881 | 1886 | 1891 | 1896 |
| ---- | ---- | ---- | ---- | ---- | ---- | ---- | ---- | ---- |
| 322  | 314  | 321  | 318  | 293  | 292  | 290  | 296  | 279  |

| 1901 | 1906 | 1911 | 1921 | 1926 | 1931 | 1936 | 1946 | 1954 |
| ---- | ---- | ---- | ---- | ---- | ---- | ---- | ---- | ---- |
| 269  | 266  | 272  | 265  | 217  | 226  | 211  | 188  | 177  |

| 1962 | 1968 | 1975 | 1982 | 1990 | 1999 | 2005 | 2006 | 2010 |
| ---- | ---- | ---- | ---- | ---- | ---- | ---- | ---- | ---- |
| 158  | 151  | 150  | 131  | 117  | 134  | 133  | 133  | 125  |

| 2015 | 2020 | 2022 | - | - | - | - | - | - |
| ---- | ---- | ---- | - | - | - | - | - | - |
| 126  | 130  | 133  | - | - | - | - | - | - |

Gentilé : assez curieusement, les habitants de Longueville-sur-Aube sont les Oingres !

## Lieux et monuments
L'église paroissiale est du XIIe siècle avec des remaniements des fenêtres au XIXe siècle. Elle était une succursale de celle de Charny-le-Bachot est sous la protection de saint Pierre.